# 张北华
张北华（1911年—1975年），曾用名张训荣、张恩堂、张维之，男，山东商河人，中华人民共和国政治人物。曾任徐州市人民市政府、人民政府市长。